# Hong Yoo-kyung
Hong Yoo-kyung (hangul: 홍유경; hanja: 洪瑜暻; rr: Hong Yu-gyeong; MR: Hong Yu-kyŏng; Seul, 22 de setembro de 1994), mais conhecida na carreira musical apenas como Yookyung (hangul: 유경), é uma cantora e dançarina sul-coreana. Tornou-se mais conhecida por ter sido integrante do grupo feminino Apink, sob o selo da gravadora Cube Entertainment.

## Biografia
Yookyung nasceu em 22 de setembro de 1994 em Seul, na Coreia do Sul. Seu pai, Hong Ha-joon, é um empresário e CEO de uma empresa de fabricação chamada DRS Wire Corporation. Ela é fluente em coreano, inglês, francês e japonês. Yookyung frequentou a School of Performing Arts Seoul, formando-se em fevereiro de 2013. Ela então frequentou a Universidade Chung-Ang (CAU), onde se formou em fevereiro de 2018.

## Carreira

### Pré-estreia
Quando tinha apenas onze anos de idade, Yookyung lançou um CD infantil intitulado Hae Tae Story.

### 2011–13: Apink
Em março de 2011, Yookyung foi formalmente apresentada ao público pela Cube Entertainment como a quinta integrante do grupo feminino Apink. O grupo estreou oficialmente em 19 de abril de 2011 com o lançamento do extended play Seven Springs of Apink, em conjunto de seu single "I Don't Know" (몰라요) e o videoclipe da canção. O grupo estreou nos palcos do M Countdown em 21 de abril, apresentando "I Don't Know" (몰라요). Em abril de 2013, a Cube Entertainment anunciou oficialmente a saída de Yookyung do grupo para focar em sua vida acadêmica.

## Filmografia
| Ano  | Título               | Função            | Canal  | Nota(s)   |
| ---- | -------------------- | ----------------- | ------ | --------- |
| 2011 | Apink News           | ela mesma         | TrendE | com Apink |
| 2011 | Apink News: Season 2 | ela mesma         | TrendE | com Apink |
| 2011 | Birth of a Family    | convidada         | KBS2   |           |
| 2012 | Apink News: Season 3 | ela mesma         | TrendE | com Apink |
| 2012 | 4Minute Travel Maker | aparição especial | QTV    |           |